# 中村健治 (動畫演出家)
中村健治（1970年3月25日—），出身於岐阜县大垣市的日本動畫導演、演出家。

## 參加作品

### 電視動畫
- 金田一少年之事件簿（1998年，製作進行、演助進行）
- 爆裂戰士戰藍寶（2000年，演出助手）
- The Soul Taker 〜魂狩〜（日语：The Soul Taker 〜魂狩〜）（2001年，OP、演出）
- （2002年，演出）
- The Big O（2003年，演出）
- 怪 〜ayakashi〜《化猫》（2006年，系列導演，分鏡、演出）
- 獸爪（日语：ケモノヅメ）（2006年，第10話 脚本“若林漢二と共同”　分鏡演出）
- 物怪（2007年，系列導演、分鏡、演出）
- 墓場鬼太郎（2008年，OP、ED、分鏡、演出）
- 空中鞦韆（2009年，系列導演，分鏡、演出）
- C（2011年，監督）
- 釣球（2012年，監督）
- GATCHAMAN Crowds（2013年，監督）
- GATCHAMAN Crowds Insight（2015年，監督）

### OVA
- とらいあんぐるハート 〜Sweet Songs Forever〜 サウンドステージVA（2002年，演出）
- 鴉 -KARAS-（2005年，第1話 分鏡演出 第6話 演出“さとうけいいちと共同”）
- イリヤの空、UFOの夏（2005年，第3話 分鏡演出）

### 電影
- 數碼寶貝大冒險02：超惡魔獸的反擊（2001年，助導演）
- 爆裂戰士戰藍寶（2008年）

### 遊戲
- 半熟英雄対3D（2003年，OP動畫演出 2D動畫修正）
- 半熟英雄4 〜7人の半熟英雄〜（2005年，OPED動畫演出 動畫修正）

### 其他
- （2008年，導演）